# 卡蜜拉 (太空船)
「卡蜜拉」（英語：Camilla）是NASA的新疆界計畫提出的太空船和任務概念。這將是一項半人馬小行星的探測任務，特別是對小行星女凱龍星的探測。它由一架飛越的太空船（卡蜜拉）和鎢撞擊器（Halbred）組成。

## 目標
這項任務的目標是瞭解半人馬小行星的形成，確認女凱龍星周圍是否有牧羊犬衛星存在，並研究小行星女凱龍星環形成的性質。

## 任務設計
這艘太空船預定將於2026年9月發射，在2027年2月使用金星和2027年12月和2029年使用地球的重力輔助，將其加速航向木星。2031年10月的木星飛越將使它離開黃道面，在2039年1月與女凱龍星相遇，然後繼續逃離太陽系。太空船將由多工RTG提供動力，並由聯氨（肼）推進器推進。科學載荷將包括鎢撞擊器、高品質成像設備、光譜掃描儀和次毫米輻射計組成。